# 威廉·莎士比亚
威廉·莎士比亚（英語：William Shakespeare，1564年4月26日（受洗日）—1616年4月23日），華人社會常尊稱為莎翁，英国戲劇家与诗人，被认为是西方文学史上最杰出卓越的文学家之一。他流传下来的作品包括39部戏剧、154首十四行诗、两首长叙事诗和其他诗歌。他的戏剧有各種主要语言的譯本，且表演次数远远超过其他戏剧家的作品。
莎士比亚在埃文河畔斯特拉特福出生长大，18岁时与安妮·哈瑟维结婚，两人共生育了三个孩子：苏珊娜、双胞胎哈姆内特和朱迪思。16世纪末到17世纪初的20多年期间莎士比亚在伦敦开始了成功的职业生涯，他不仅是演员、剧作家，还是宫内大臣剧团的合伙人之一，后来改名为国王剧团。1613年左右，莎士比亚退休回到雅芳河畔斯特拉特福，3年后逝世。有关莎士比亚私人生活的记录流传下来很少，关于他的性取向、宗教信仰、以及他的著作是否出自他人之手都依然是谜。
1590年到1613年是莎士比亚的创作的黄金时代。他的早期剧本主要是喜劇和历史剧，在16世纪末期达到了深度和艺术性的高峰。接下来到1608年他主要创作悲劇，莎士比亞崇尚高尚情操，常常描写犧牲與復仇，被认为属于英语最佳范例。在他人生最后阶段，他开始创作悲喜剧，又称为传奇剧，并与其他剧作家合作。在他有生之年，他的很多作品就以多种版本出版，水準和准确性参差不齐。1623年，他所在剧团两位同事出版了《第一对开本》，除两部作品外，目前已经被认可的莎士比亚作品均收录其中。
莎士比亚在世时被尊为诗人和剧作家，但直到19世纪他的声望才达到今日的高度。并在20世纪盛名传至亚、非、拉丁美洲三大地區，使更多人了解其盛名。浪漫主义时期赞颂莎士比亚的才华，维多利亚时代像英雄一样地尊敬他，被萧伯纳称为莎士比亚崇拜。20世纪，他的作品常常被新学术运动改编并重新发现价值。他的作品直至今日依旧广受欢迎，在全球以不同文化和政治形式演出和诠释。

## 生平

### 早年生活

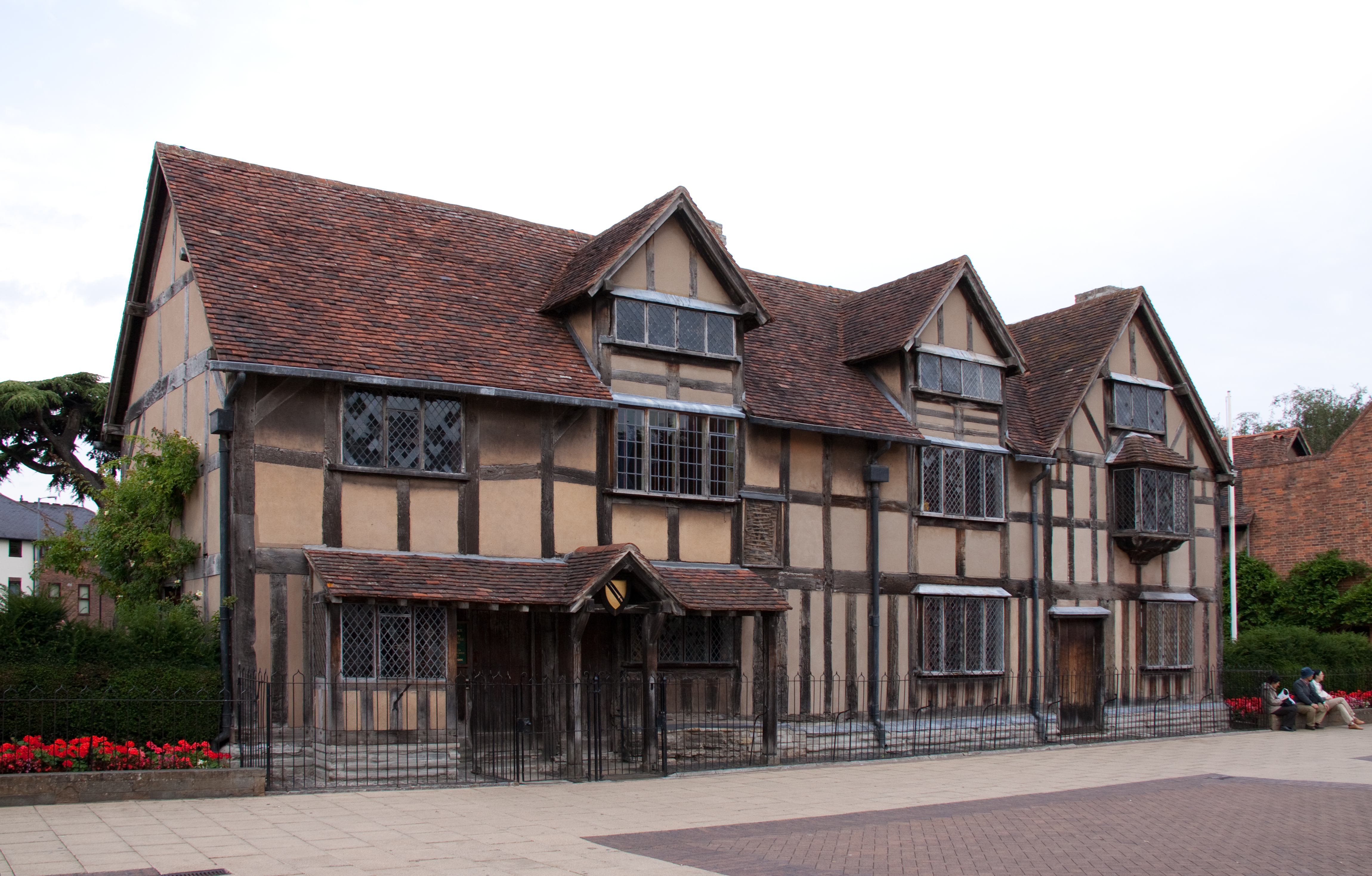
莎士比亞出生的房子，現改建為紀念館

威廉·莎士比亚父親叫約翰·莎士比亞，是一個殷實的手套商人和市参议员，祖籍斯尼特菲爾德，母亲玛丽·阿登則是一个富裕地主的女儿。莎士比亞於1564年出生於英格蘭沃里克郡雅芳河畔斯特拉特福，根據記錄，莎士比亞是在當年4月26日受洗禮，一般認為他的生日是4月23日，圣乔治日。这个日期是一位18世纪学者的失误，經证明只是为了製造噱頭，因为莎士比亚于1616年的4月23日去世。他在家里的八个孩子中排行第三，也是儿子中最年长的一个。
尽管没有保存下来的出席记录，大部分传记作者认同莎士比亚在雅芳河畔斯特拉特福的国王学校接受了教育，这是一所成立于1553年的免费学校，距离他家四分之一英里。伊丽莎白时代的初级中学水準参差不齐，但是整个英格兰的课程设置由法律规定，并且学校提供拉丁语和古典文学的强化教育。18岁的时候，莎士比亞與26岁的安妮·哈瑟维結婚，伍斯特主教教区的宗教法院于1582年11月27日签发了结婚证书。次日两位哈瑟維的邻居担保婚姻没有任何障碍。这对新人可能很匆忙地安排了仪式，因为伍斯特法官允许结婚预告只宣告了一次，而通常是三次。這樣的匆忙可能起因自哈瑟維當時已懷上了莎士比亞的孩子。结婚6个月后，女儿苏珊娜·莎士比亚降生，於1583年5月25日接受洗禮。两年后，他的龍鳳雙胞胎兒子哈姆内特·莎士比亚和女兒朱迪思·莎士比亚在1585年2月2日受洗禮。
在双胞胎出生后，关于莎士比亚的历史记录非常少，直到他在1592年代出現在倫敦的劇團中。由于这段时间的缺失，一些学者把1585年到1592年將莎士比亚称作“行踪成谜的岁月”（lost years）。传记作者试图说明他这段时期的经历，描述了很多虚构的故事。18世纪的故事版本为莎士比亚成为伦敦的剧院合伙人从而开始他的戏剧生涯。約翰·奧布里则将莎士比亚描述为一个乡村校长。一些20世纪的学者提出莎士比亚可能被兰开夏郡的亚历山大·霍顿雇佣为校长，霍顿是一位信仰天主教的地主，在他的遺囑中提到了某一位“威廉·莎士比亚”。没有证据证实这些故事与他逝世后的一些谣传有什么不同。

### 伦敦和剧团生活
莎士比亚开始创作戲劇的具体时间不明，但在同时期的演出记录显示，到1592年为止，伦敦舞台已有他的几部剧作的表演。剧作家羅伯特·格林写文章攻击他：
|  | ……那裡有只拿咱們的羽毛美化自己的傲慢烏鴉，他的“表演者的外表里面裹着一颗老虎的心”，自以为有足够的能力象你们中间最优秀者一样善于衬垫出一行无韵诗；而且他是个什么都幹的打杂工，自负地认为是全国唯一的“摇撼舞台者”。 |

学者对这些评论的确切意思有不同意见，不过大部分同意格林在取笑莎士比亚努力与接受过大学教育的作家如克里斯托夫·马洛、托馬斯·納什及他自己相提并论，取得高于应有的地位。“表演者的外表里面裹着一颗老虎的心”（Tiger's heart wrapped in a Player's hide）模仿了莎士比亚《亨利六世第三部》的台词“女人的外表里面裹着一颗老虎的心”（Oh, tiger's heart wrapped in a woman's hide）。而双关语“摇撼舞台者”（Shake-scene）則影射莎士比亚的名字“摇动长矛者”（Shakespeare）。
格林的抨击是关于莎士比亚剧院生涯的最早记录。传记作家认为他的生涯可能开始于1580年代中期到格林评论之前的任何时候。1594年开始，莎士比亚的戏剧只在宫内大臣剧团演出，这是一家由剧作家组建的剧团，莎士比亚是股东之一，后来成为伦敦最主要的剧团。1603年詹姆士一世授予剧团皇家标志，并改名为国王剧团。

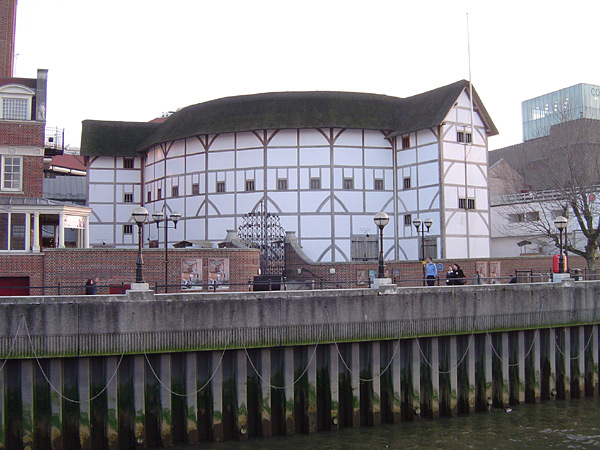
重建的伦敦环球剧场

1599年，剧团一位合伙人在泰晤士河南岸建造了环球剧场。1608年，布萊克福萊爾斯劇場也被接管。莎士比亚的财产购买和投资记录表現剧团使他变得富有。1597年，他买入了雅芳河畔斯特拉特福第二大房子；1605年，他在雅芳河畔斯特拉特福投资了教区什一税的一部分。
1594年开始，莎士比亚的一些剧本以四开本出版。到1598年，他的名字开始出现在扉页。莎士比亚仍继续在自己和别人的剧作里表演。1616年的本·琼森剧作集中演员表里有莎士比亚的名字，如1598年的《个性互异》和1603年的《西姜努斯》。在他没有出现在琼森1605年《福尔蓬奈》的演员表中時，一些学者认为是他演员生涯接近完結的迹象。然而，1623年的莎士比亚剧作合集《第一对开本》中他被列为所有剧作的主要演员之一，其中部分剧作在《福尔蓬奈》后第一次上演，雖然无法确认他扮演了那些角色。1610年，赫里福德的约翰·戴维斯写到他扮演君主类角色。1709年，罗认为莎士比亚扮演了哈姆雷特父亲的灵魂。后来的传统观点认为他还饰演了《皆大欢喜》里的亚当（Adam）和《亨利五世》里的肖吕斯（Chorus），然而很多学者怀疑这些资料的来源是否可靠。
莎士比亚把一半时间用在伦敦，另一半用在雅芳河畔斯特拉特福。1596年，莎士比亚住在泰晤士河的北岸圣海伦郊区。1599年，他搬到了河的南岸，同年剧团在那裡建造了环球剧场。1604年，他再度搬到了河的北岸圣保罗座堂北面，从克里斯托夫·芒乔伊（Christopher Mountjoy）租房子住，芒乔伊是法国雨格诺派，制作女士假发和其他头饰。

### 晚年和逝世
1606年到07年以后，莎士比亚创作的剧本较少，1613年之后没有新的作品问世。他的最后三部剧作很有可能与约翰·弗莱切合作完成，弗莱彻在莎士比亚之后成为国王剧团的主剧作家。
罗是第一个根据传统认为莎士比亚在他逝世前几年退休回到雅芳河畔斯特拉特福的传记作家，但是停止所有的工作在那个时代并不多见，并且莎士比亚继续去伦敦。1612年，他被法庭传唤，作为芒乔伊女儿玛丽婚姻财产契约官司的证人。1613年3月，他购入了黑衣修士修道院的一个司阁室，从1614年11月开始，他在伦敦和女婿约翰·霍尔（John Hall）一起待了几个星期。

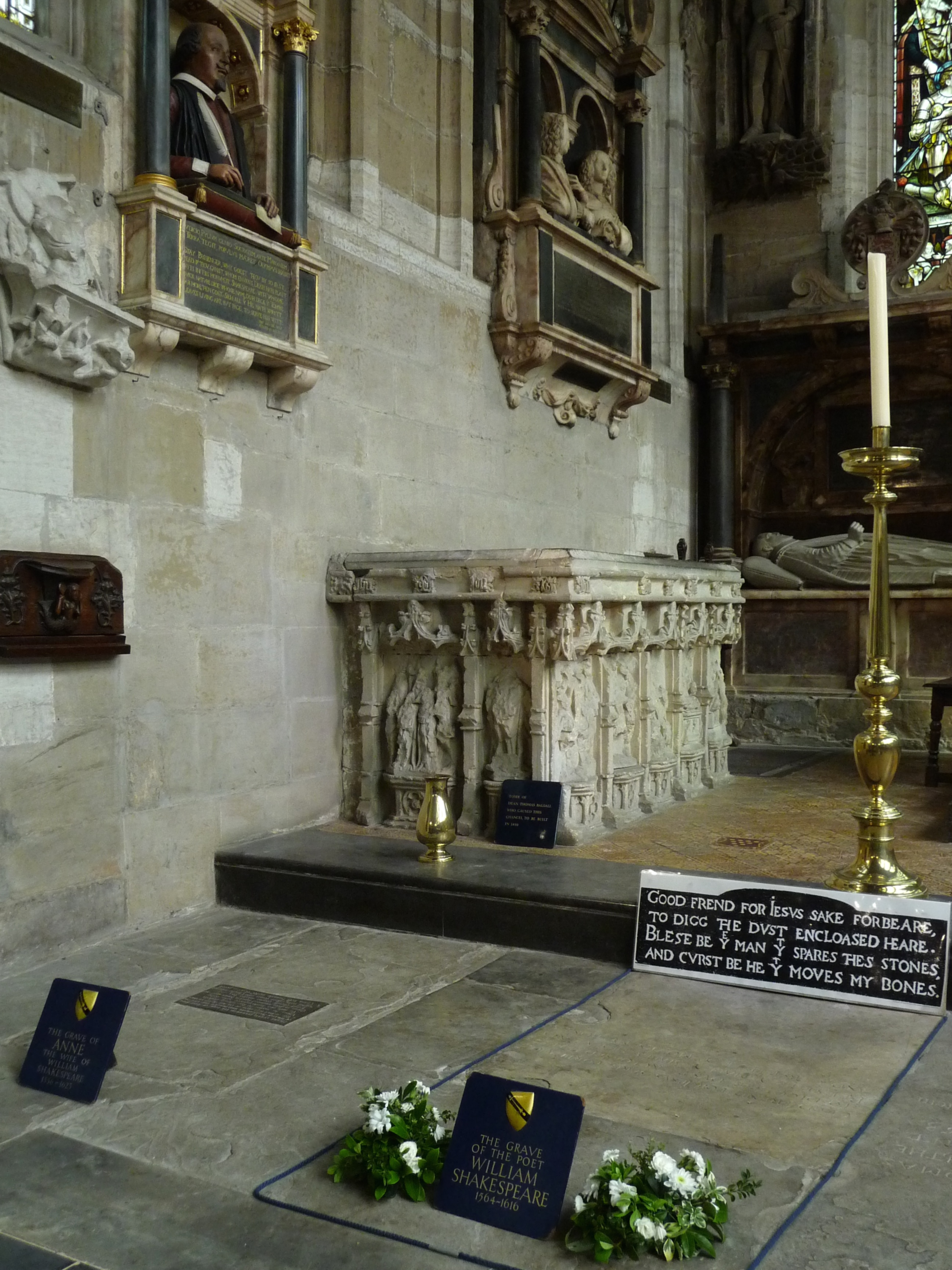
莎士比亚之墓

1616年4月23日，莎士比亚逝世，留下了妻子和两个女儿。大女儿苏珊娜和内科医生约翰·霍尔于1607年结婚，二女儿朱迪思在莎士比亚逝世前两个月嫁给了酒商托马斯·基内尔（Thomas Quiney）。
在遗嘱中，莎士比亚将他大量地产的大部分留给了大女儿苏珊娜。条款指定她将财产原封不动地传给“她的第一个儿子”。基内尔一家有三个孩子，都在没有结婚前就去世了。霍尔一家有一个孩子——伊莉莎白，她嫁了两次，但是1670年去世的时候没有留下一个孩子，莎士比亚的直系后代到此为止。莎士比亚的遗嘱中提到他妻子安妮的地方很少，她很可能自动继承了他三分之一的财产。然而他特意提及一点，将“我第二好的床”留给她，这个遗赠物导致了很多猜想。一些学者认为这个遗物是对安妮的一种侮辱，而另一些则相信这个第二好的床曾经是婚床，因此纪念意义重大。
逝世两天后，莎士比亚被埋葬在埃文河畔斯特拉特福聖三一教堂高坛。1623年之前的某个时候，一座纪念墓碑和他的半身肖像被竖立在北墙上，肖像雕刻了莎士比亚正在创作的样子。碑文中将他与希腊神话中的内斯特、古希腊哲学家苏格拉底和古罗马诗人维吉尔相提并论。一块石板覆盖在他的墓碑上，目的是为了消除移动他的尸骨而带来的诅咒。

## 剧作
莎士比亚的创作生涯通常被分成四个阶段。到1590年代中期之前，他主要创作喜剧，其风格受罗马和意大利影响，同时按照流行的编年史传统创作历史剧。他的第二个阶段开始于大约1595年的悲剧《罗密欧与朱丽叶》，结束于1599年的悲剧《朱利叶斯·凯撒》。在这段时期，他创作了他最著名的喜剧和历史剧。从大约1600年到大约1608年为他的“悲剧时期”，莎士比亚创作以悲剧为主。从大约1608年到1613年，他主要创作悲喜剧，被称为莎士比亚晚期传奇剧。
最早的流传下来的莎士比亚作品是《理查三世》和《亨利六世》三部曲，创作于1590年代早期，当时历史剧风靡一时。然而，莎士比亚的作品很难确定创作时期，原文的分析研究表明《泰特斯·安特洛尼克斯》、《错误的喜剧》、《馴悍記》和《维洛那二绅士》可能也是莎士比亚早期作品。他的第一部历史剧，从拉斐尔·霍林斯赫德1587年版本的《英格兰、苏格兰和爱尔兰编年史》中汲取很多素材，将腐败统治的破坏性结果戏剧化，并被解释为都铎王朝起源的证明。它们的构成受其他伊丽莎白时期剧作家的作品影响，尤其是托马斯·基德和克里斯托夫·马洛，还受到中世纪戏剧的传统和塞內卡剧作的影响。《错误的喜剧》也是基于传统故事，但是没有找到《驯悍记》的来源，尽管这部作品的名称和另一个根据民间传说改编的剧本名字一样。如同《维洛那二绅士》中两位好朋友赞同强奸一样，《驯悍记》的故事中男子培养女子的独立精神有时候使现代的评论家和导演陷入困惑。

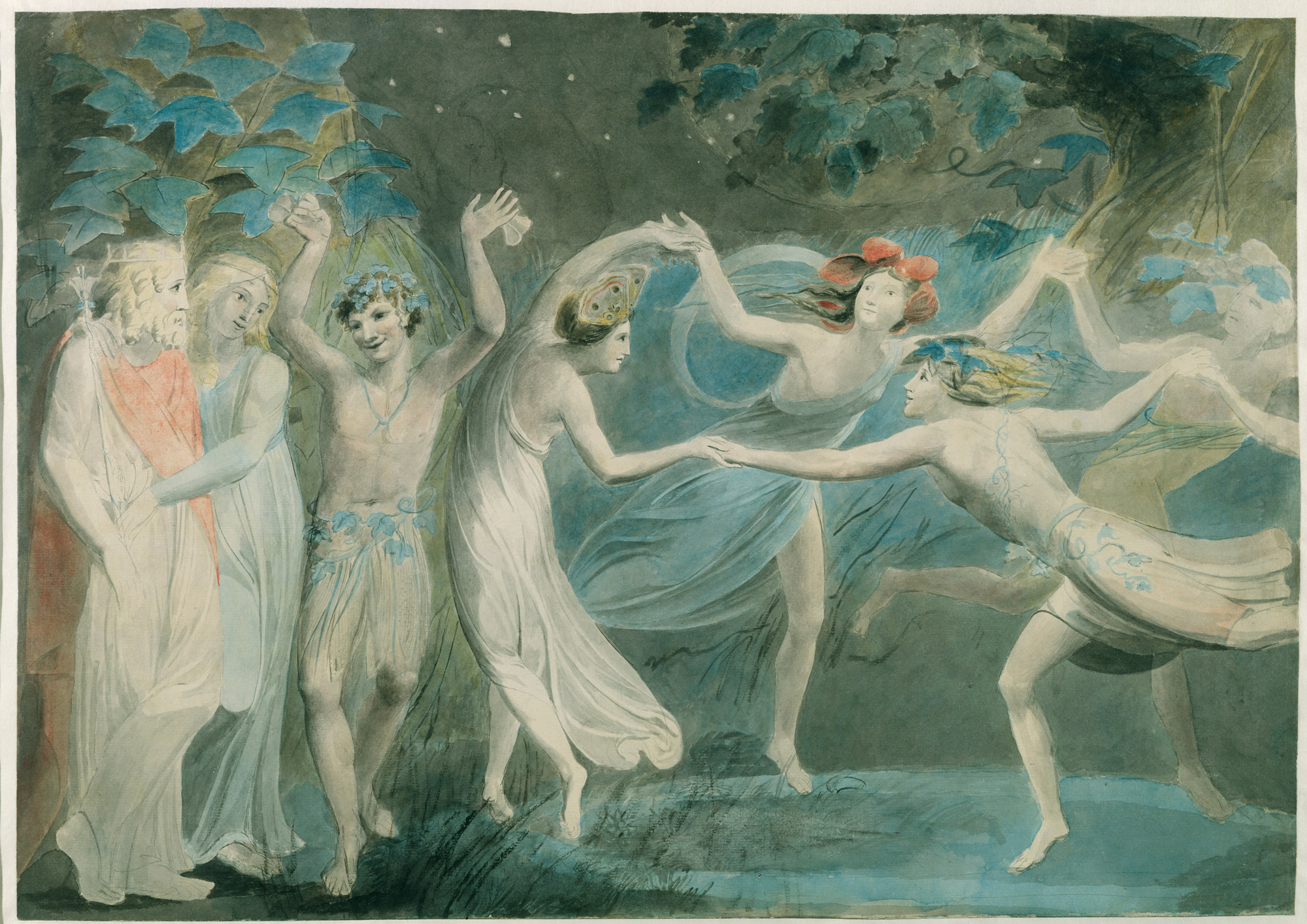
威廉·布莱克描绘的《仲夏夜之梦》，大约创作于1786年

莎士比亚早期古典和意大利风格的喜剧，包含了紧凑的情节和精确的喜剧顺序，在1590时代中期后转向他成功的浪漫喜剧风格。《仲夏夜之梦》是浪漫、仙女魔力、不过分夸张滑稽的综合。他的下一部戏剧，同样浪漫的《威尼斯商人》，描绘了报复心重的放高利贷的犹太商人夏洛克，反映了伊丽莎白时期观念，但是现代的观众可能会感受到种族主义观点。《无事生非》的风趣和俏皮、《皆大欢喜》中迷人的乡村风光、《第十二夜》生动的狂欢者构成了莎士比亚经典的喜剧系列。在几乎完全是用诗体写成的欢快的《理查二世》之后，1590年代后期莎士比亚将散文喜剧引入到历史剧《亨利四世第一部》、第二部和《亨利五世》中。他笔下的角色变得更复杂和细腻，他可以自如地在幽默和严肃的场景间切换，诗歌和散文中跳跃，来完成他叙述性的各种成熟作品。这段时期的创作开始和结束于两个悲剧：《罗密欧与朱丽叶》是一部著名的浪漫悲剧，描绘了性欲躁动的青春期、爱情和死亡；《朱利叶斯·凯撒》基于1579年托马斯·诺斯改编的罗马时代的希腊作家普鲁塔克作品《传记集》（Parallel Lives），创造了一种戏剧的新形式。莎士比亚的研究学者詹姆斯·夏皮罗认为，在《朱利叶斯·凯撒》中，各种政治、人物、本性、事件的线索，甚至莎士比亚自己创作过程时的想法，交织在一起互相渗透。

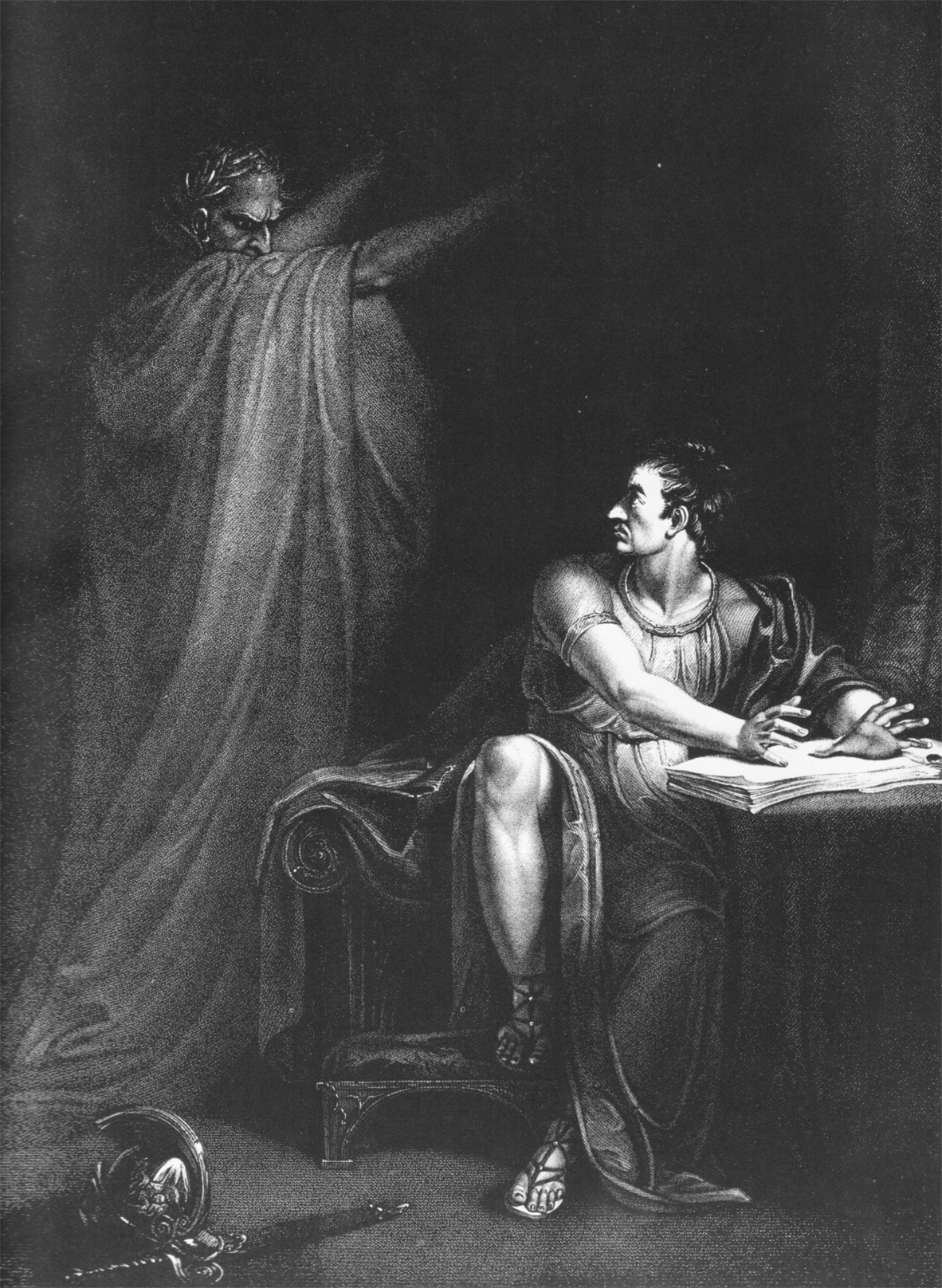
理查德·维斯托尔创作的《朱利叶斯·凯撒》中的油画，凯撒的鬼魂出现来告知布鲁特斯的命运，作于1802年

大约1600年到1608年期间是莎士比亚的“悲剧时期”，尽管这段时期他还创作了一些“问题剧”（Problem plays）如《一報還一報》、《特洛伊羅斯與克瑞西達》和《终成眷属》。很多评论家认为莎士比亚伟大的悲剧作品代表了他的艺术高峰。第一位英雄当属哈姆雷特王子，可能是莎士比亚创作的角色中被谈论最多的一个，尤其是那段著名的独白——“生存还是毁灭，这是一个值得考虑的问题”（To be or not to be; that is the question）。和内向的哈姆雷特不同（其致命的错误是犹豫不决），接下来的悲剧英雄们奥赛罗和李尔王，失败的原因是做决定时犯下轻率的错误。莎士比亚悲剧的情节通常结合了这类致命的错误和缺点，破坏了原有的计划并毁灭了英雄和英雄的爱人们。在《奥赛罗》中，坏蛋埃古挑起了奥赛罗的性妒忌，导致他杀死了深爱他的无辜的妻子。在《李尔王》中，老国王放弃了他的权利，从而犯下了悲剧性的错误，导致他女儿的被害以及格洛思特公爵遭受酷刑并失明。剧评家弗兰克·克莫德认为，“剧本既没有表现良好的人物，也没有使观众从酷刑中解脱出来。”《麦克白》是莎士比亚最短最紧凑的悲剧，无法控制的野心刺激着麦克白和他的太太麦克白夫人，谋杀了正直的国王，并篡夺了王位，直到他们的罪行反过来毁灭了他们自己。在这个剧本中，莎士比亚在悲剧的架构中加入了超自然的元素。他最后的主要悲剧《安東尼與克麗奧佩托拉》和《科利奥兰纳斯》，包括了部分莎士比亚最好的诗作，被诗人和评论家托马斯·斯特恩斯·艾略特认为是莎士比亚最成功的悲剧。
在他最后的创作时期，莎士比亚转向传奇剧，又称为悲喜剧。这期间主要有三部戏剧作品：《辛白林》、《冬天的故事》和《暴风雨》，还有与别人合作的《泰尔亲王佩力克尔斯》。这四部作品与悲剧相比没有那么阴郁，和1590年代的喜剧相比更严肃一些，最后以对潜在的悲剧错误的和解与宽恕结束。一些评论家注意到了语气的变化，将它作为莎士比亚更祥和的人生观的证据，但是这可能仅仅反映了当时戏剧流行风格而已。莎士比亚还与他人合作了另外两部作品《亨利八世》和《两个贵族亲戚》，极有可能是与约翰·弗莱切共同完成。

### 演出

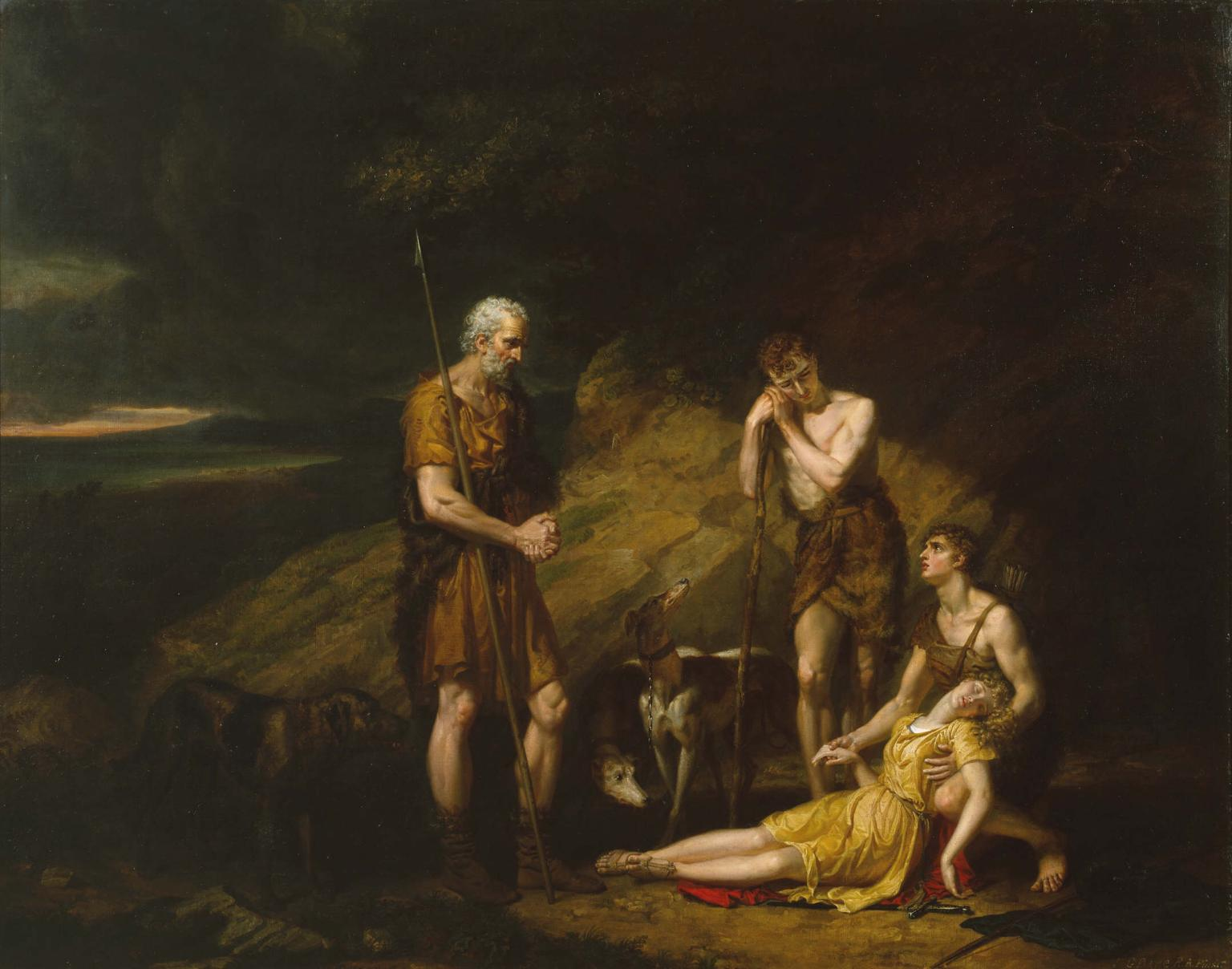
乔治·道描绘的《辛白林》场景，作于1809年

目前尚未确定莎士比亚早期的剧作是为哪家剧团创作的。1594年出版的《泰特斯·安特洛尼克斯》的扉页上显示这部作品曾被3个不同的剧团演出过。在1592年到1593年黑死病肆虐后，莎士比亚的剧作由他自己所在的剧团公司在“剧场”（The Theatre）和泰晤士河北岸的“幕帷剧院”（Curtain Theatre）表演。伦敦人蜂拥到那裡观看《亨利四世》的第一部分。当剧团和剧院的地主发生争议后，他们拆除了原来的剧院，用木料建造环球剧场，这是第一个由演员为演员建造的剧场，位于泰晤士河南岸。环球剧场于1599年秋天开放，《朱利叶斯·凯撒》是第一部上演的剧作。大部分莎士比亚1599年之后的成功作品是为环球剧场创作的，包括《哈姆雷特》、《馬克白》、《奥赛罗》和《李尔王》。
1603年，当宫内大臣剧团改名为国王剧团后，剧团和新国王詹姆士一世建立了特殊的关系。尽管表演记录并不完整，从1604年11月1日到1605年10月31日之间国王剧团在宫廷中共表演了莎士比亚的7部戏剧，其中《威尼斯商人》表演了两次。1608年之后，他们冬天在室内的黑衣修士剧院演出，夏天在环球剧场演出。室内剧场充满詹姆士一世时代的风格，装饰得非常华丽，使莎士比亚可以引入更精美的舞台设备。例如，在《辛白林》中，“朱庇特在雷电中骑鹰下降，掷出霹雳一响；众鬼魂跪伏。”
莎士比亚所在剧团的演员包括著名的理查德·伯比奇、威廉·肯普、亨利·康德尔和约翰·赫明斯。伯比奇出演了很多部莎士比亚剧本首演时的主角，包括《理查三世》、《哈姆雷特》、《奥赛罗》和《李尔王》。受观众欢迎的喜剧演员威廉·肯普在《罗密欧和朱丽叶》中扮演仆人彼得，在《无事生非》中扮演多贝里，他还扮演了其他角色。16世纪末期，他被罗伯特·阿明取代，后者饰演了《皆大欢喜》和《李尔王》里的弄臣角色。1613年，作家亨利·沃顿认为《亨利八世》“描述了很多非常壮观的仪式场景”。然而6月29日，该剧在环球剧场上演的时候，大炮点燃了屋顶，剧场被焚毁，这是莎士比亚戏剧时代罕见的被准确记录的事件。

### 版本

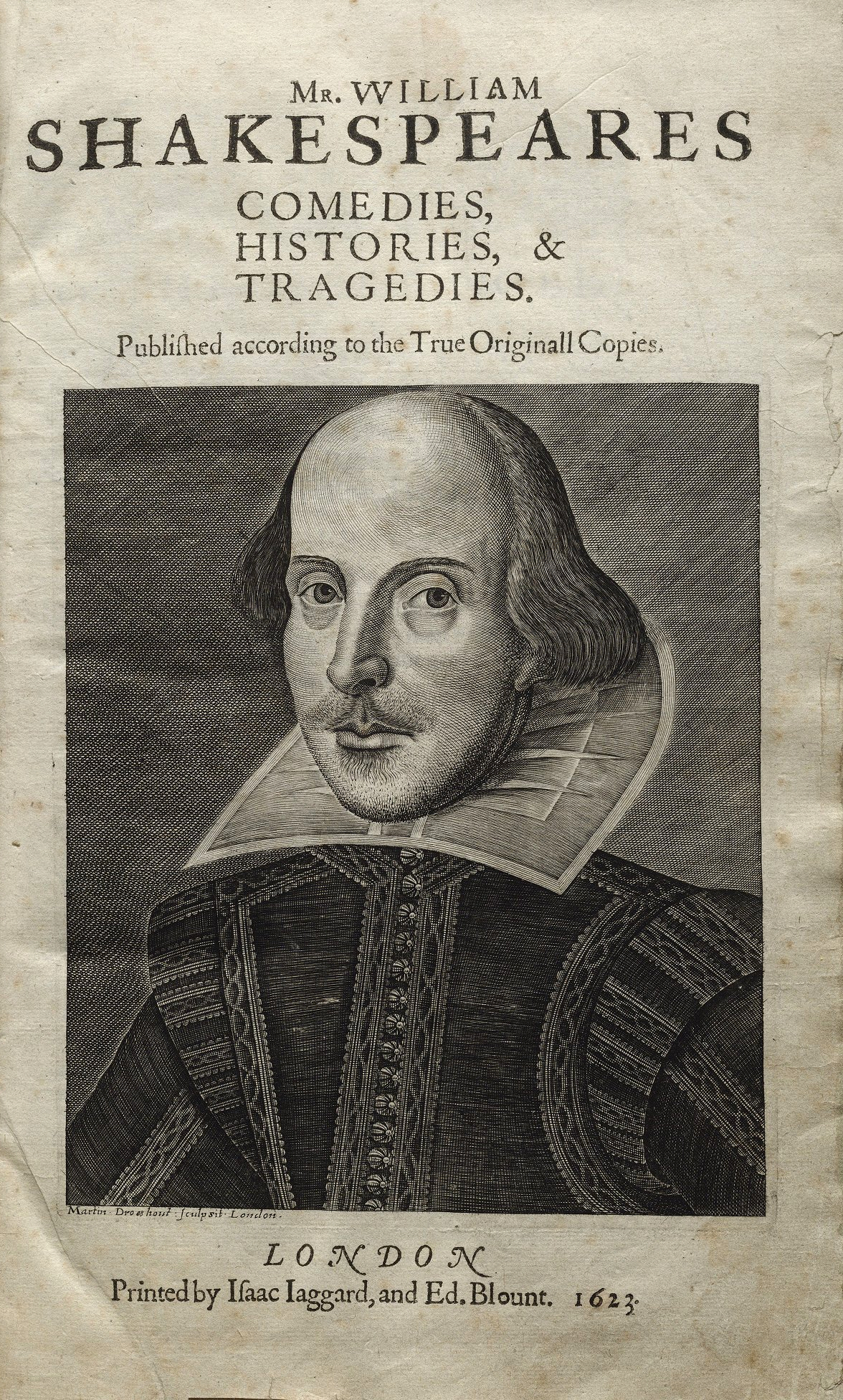
1623年出版的《第一对开本》扉页，版画像为马丁·德鲁肖特创作。

1623年，莎士比亚在国王剧团的两个好朋友约翰·赫明斯和亨利·康德尔，出版了莎士比亚剧作合集《第一对开本》。该书一共包含36部莎士比亚作品，其中18部为首次出版。其中很多作品之前已经以四开本的形式出版。没有证据表明莎士比亚认可这些版本，正如《第一对开本》中描述的那样为“剽窃和鬼祟的复制品”。英国传记作家艾尔弗雷德·波拉德称其中的一部分为“糟糕的四开本”（bad quarto），因为它们是被改编、改写或篡改的文字，很多地方根据记忆重新写成。因此同一个剧本有多个版本，并且互不相同。这些差异可能来源于复制或印刷错误、演员或观众的笔记、以及莎士比亚自己的草稿。另外有些情形，如《哈姆雷特》、《特洛伊罗斯与克瑞西达》和《奥赛罗》，莎士比亚在四开本和对开本中间修订了文字。《李尔王》的对开本和1608年出版的四开本差别很大，以至于牛津莎士比亚出版社将两个版本都出版，因为它们不能没有歧义地合并成一个版本。

## 诗
1593年到1594年，由于剧院因为瘟疫而关闭，莎士比亚出版了两首性爱主题的叙事诗：《维纳斯和阿多尼斯》和《鲁克丽丝失贞记》，他将它们献给南安普敦伯爵，亨利·赖奥思利。在《维纳斯和阿多尼斯》中，无辜的阿多尼斯拒绝了维纳斯的性要求，而《鲁克丽丝失贞记》中，贞洁的妻子鲁克丽丝被好色的塔昆强暴。受奥维德的《变形记》影响，诗表现了起源于欲望的罪行和道德的困惑。这两首诗都很受欢迎，在莎士比亚在世时重印多次。第三首叙事诗为《爱人的怨诉》，讲述了一个年轻女子悔恨被一个求婚者诱奸，收录在1609年出版的《十四行诗》第一版中。大部分学者现在接受《爱人的怨诉》为莎士比亚创作的观点。评论家认为这首诗优秀的品质被沉重的结果所损伤。《凤凰和斑鸠》哀悼传说的不死鸟和爱人忠诚的斑鸠之死。1599年，两首早期的14行诗作品第138和作品第144收录在《热情的朝圣者》中，此书印有莎士比亚的名字，但是没有得到他的许可。

### 十四行诗

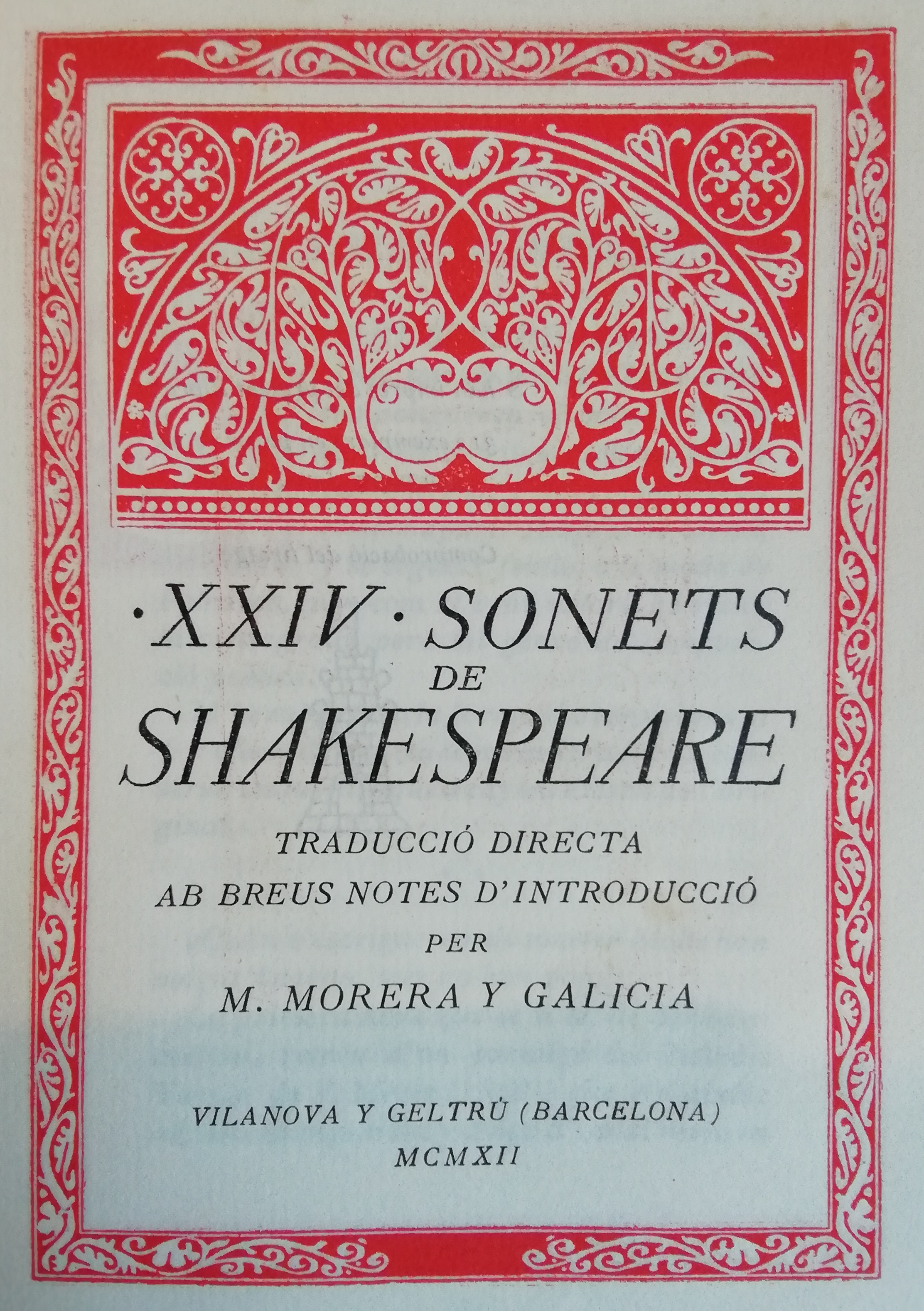
威廉·莎士比亚《十四行诗》，加泰罗尼亚语译本

1609年，莎士比亞發表了《十四行诗》，这是他最后一部出版的非戏剧类著作。学者无法确认154首十四行诗每一首的完成时间，但是有证据表明莎士比亚在整个创作生涯中为一位私人读者创作了这些十四行诗。更早的时候，两首未经许可的十四行诗出现在1599年出版的《热情的朝圣者》。英国作家弗朗西斯·米尔斯曾在1598年提到“在亲密朋友当中流传的甜美的十四行诗”。少数分析家认为出版的合集是根据莎士比亚有意设置的顺序。看起来他计划了两个相对的系列：一个是关于一位已婚皮肤黝黑女子的不可控制的欲望；另一个是关于一位白皙的年轻男子纯洁的爱。如今仍不清楚是否这些人物代表了真实的人，也不清楚是否诗中的“我”代表了莎士比亚自己，尽管英国诗人威廉·华兹华斯认为在这些十四行诗中“莎士比亚敞开了他的心”。1609年的版本是献给一位“W.H.先生”，献词称他为这些诗的“唯一的促成者”（the only begetter）。献词究竟是莎士比亚自己写的还是出版商托马斯·索普所加目前仍是一个谜，索普的名字缩写出现在题献页的末尾。尽管有大量学术研究，谁是“W.H.先生”先生也依旧不为人知，甚至连莎士比亚是否授权出版该书也不清楚。评论家赞美《十四行诗》是爱、性欲、生殖、死亡和时间的本性的深刻思索。

## 风格

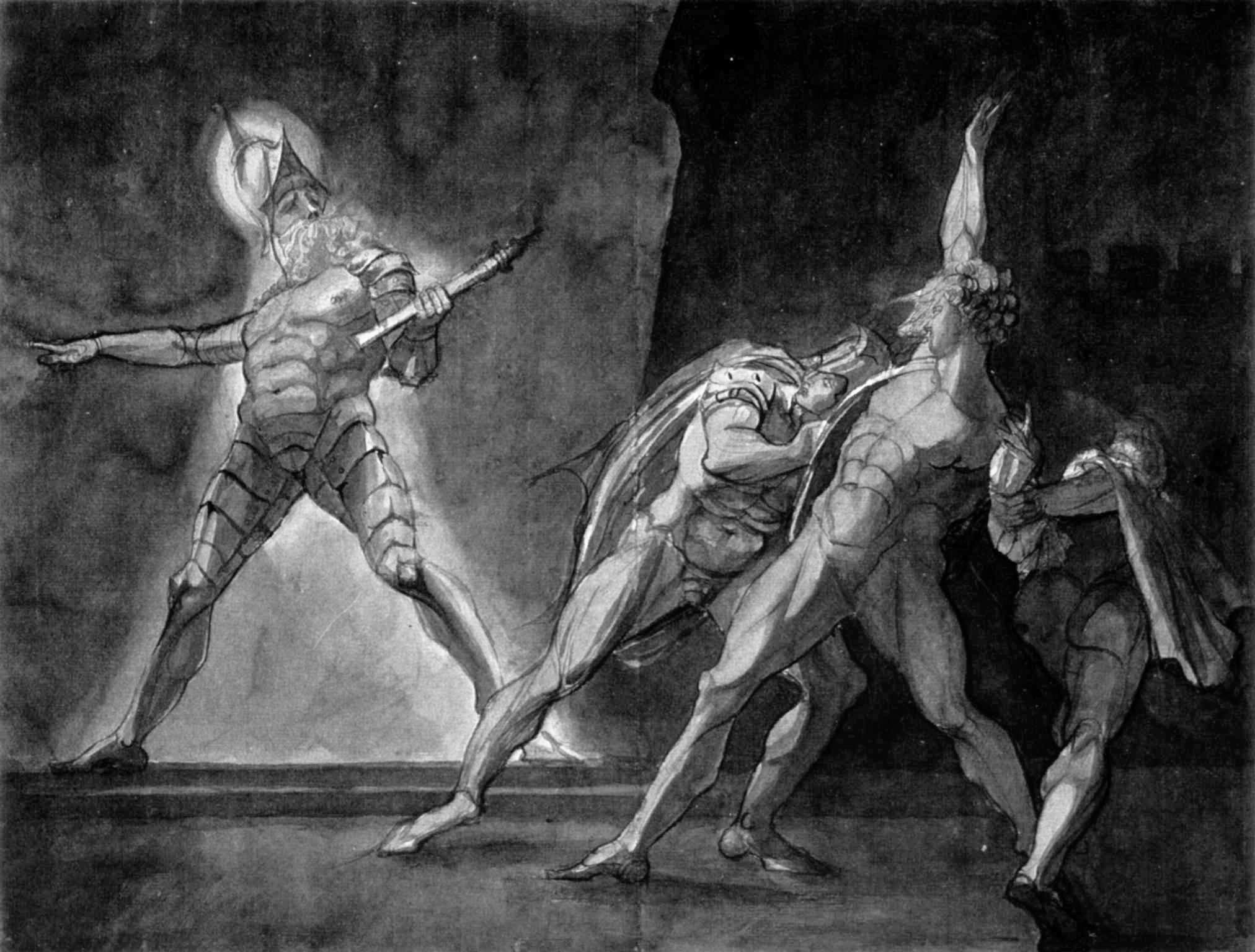
约翰·亨利希·菲斯利描绘的哈姆雷特和他父亲的灵魂，大约创作于1780-1785年

莎士比亚最早的剧作是以当时常见的风格写成。他采用标准的语言书写，常常不能根据角色和剧情的需要而自然释放。诗文由扩展而定，有时含有精心的隐喻和巧妙构思，语言通常是华丽的，适合演员高声朗读而不是说话。一些评论家的观点认为，《泰特斯·安特洛尼克斯》中庄重的演说词，经常阻碍了情节；《维洛那二绅士》的台词被评论为做作不自然。
很快莎士比亚从传统风格转向他自己的特点。《理查三世》开幕时的独白开创了中世纪戏剧中的邪恶角色。同时，理查生动的充满自我意识的独白延续到莎士比亚成熟期剧作中的自言自语。没有单独一个剧本标志着从传统风格到自由风格的转换，莎士比亚的整个写作生涯中综合了这两种风格，《罗密欧与朱丽叶》可能是这种混合风格最好的诠释。到1590年代中期创作《罗密欧和朱丽叶》、《理查二世》和《仲夏夜之梦》时期，莎士比亚开始用更自然的文字写作。他渐渐将他的隐喻和象征转为剧情发展的需要。
莎士比亚惯用的诗的形式是无韵诗，同时结合抑扬格五音步。实际上，这意味着他的诗通常是不押韵的，每行有10个音节，在朗读时每第二个音节为重音。他早期作品的无韵诗和后期作品有很大区别。诗句经常很优美，但是句子倾向于开始、停顿、并结束在行尾，这样有可能导致枯燥。当莎士比亚精通传统的无韵诗后，他开始打断和改变规律。这项技巧在《朱利叶斯·凯撒》和《哈姆雷特》等剧本的诗文中释放出新的力量和灵活性。例如，在《哈姆雷特》第五场第二幕中，莎士比亚用它来表现哈姆雷特思维的混乱：
| 原文 | 中译 |
| --- | --- |
| Sir, in my heart there was a kind of fighting That would not let me sleep. Methought I lay Worse than the mutines in the bilboes. Rashly— And prais'd be rashness for it—let us know Our indiscretion sometimes serves us well... | 先生，那夜，我因胸中纳闷，无法入睡， 折腾得比那铐了脚镣的叛变水手还更难过； 那时，我就冲动的—— 好在有那一时之念， 因为有时我们在无意中所做的事能够圆满... |

《哈姆雷特》之后，莎士比亚的文风变化更多，尤其是后期悲剧中更富有感情的段落。英国文学评论家安德鲁·塞西尔·布拉德利将这种风格描述为“更紧凑、明快、富有变化，并且在结构上比较不规则，往往错综复杂或者省略”。在他创作生涯后期，莎士比亚采用了很多技巧来达到这些效果，其中包括跨行连续、不规则停顿和结束、以及句子结构和长度极度变化。在《麦克白》中，语言从一个不相关的隐喻或直喻转换到另一个，如第一场第七幕中：
| 原文 | 中译                                                              |
| --- | ----------------------------------------------------------------- |
| was the hope drunk Wherein you dressed yourself?                                                                            | 难道你把自己沉浸在里面的那种希望， 只是醉后的妄想吗？             |
| pity, like a naked new-born babe Striding the blast, or heaven's cherubim, hors'd Upon the sightless couriers of the air... | “怜悯”像一个赤身裸体在狂风中飘游的婴儿， 又像一个御气而行的信使…… |

完整地理解箇中的意思是对听众的挑战。后期的传奇剧，情节及时而出人意料地变换，创造了一种末期的诗风，其特点是长短句互相综合、分句排列在一起、主语和宾语倒转、词语省略，产生了自然的效果。
莎士比亚诗文的特征和剧院实际效果有关。象那个时代所有的剧作家一样，莎士比亚将弗朗西斯克·彼特拉克和拉斐尔·霍林斯赫德等创作的故事戏剧化。他改编了每一个情节来创造出几个观众注意的中心，同时向观众展示尽可能多的故事片段。设计的特点保证了莎士比亚的剧作能够被翻译成其他语言、剪裁、宽松地诠释，而不会丢失核心剧情。当莎士比亚的技巧提高后，他赋予角色更清晰和更富有变化的动机以及说话时独一无二的风格。然而，后期的作品中他保留了前期风格的特点。在后期的传奇剧中，他故意转回到更虚假的风格，这种风格着重了剧院的效果。

## 影响

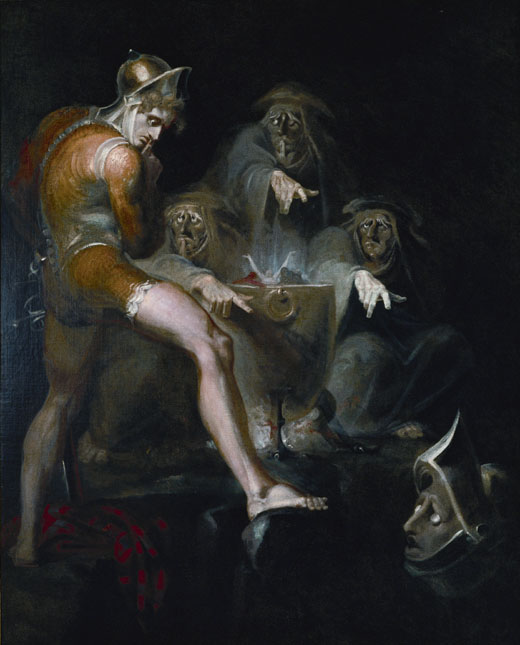
约翰·亨利希·菲斯利描绘的《麦克白》场景，大约创作于1793–94年。

莎士比亚的著作对后来的戏剧和文学有持久的影响。实际上，他扩展了戏剧人物刻画、情节叙述、语言表达和文学体裁多个方面。例如，直到《罗密欧与朱丽叶》，传奇剧还没有被视作悲剧值得创作的主题。独白以前主要用于人物或场景的切换信息，但是莎士比亚用来探究人物的思想。他的作品对后来的诗歌影响重大。浪漫主义诗人试图振兴莎士比亚的诗剧，不过收效甚微。评论家乔治·斯泰纳认为从柯尔律治到丁尼生所有英国的诗剧为“莎士比亚作品主题的微小变化”。
莎士比亚影响了托马斯·哈代、威廉·福克纳和查尔斯·狄更斯等小说家。狄更斯的作品中有25部引用莎士比亚的作品。美国小说家赫尔曼·梅尔维尔的独白很大程度上得益于莎士比亚：他的著作《白鲸记》裡的亚哈船长是一个经典的悲剧英雄，含有李尔王的影子。学者们鉴定出2万首音乐和莎士比亚的作品相关。其中包括朱塞佩·威尔第的两部歌剧——《奥泰罗》和《法斯塔夫》，这两部作品和原著相比毫不逊色。莎士比亚对很多画家也有影响，包括浪漫主义和前拉斐尔派。威廉·布莱克的好友，瑞士浪漫主义艺术家约翰·亨利希·菲斯利，甚至将《麦克白》翻译成德语。精神分析学家齐格蒙德·弗洛伊德在他的人性理论中引用了莎士比亚作品的心理分析，尤其是哈姆雷特。
在莎士比亚时期，英语语法和拼写没有现在标准化，他对语言的运用影响了现代英语。塞缪尔·约翰逊在《约翰逊字典》中引用莎士比亚之处比任何其他作家都多，该字典是这个领域第一本专著。短语如“with bated breath”（意为“屏息地”，出自《威尼斯商人》）和“a foregone conclusion”（意为“预料中的结局”，出自《奥赛罗》）如今已经应用到日常英语中。

## 评价
莎士比亚在世时从未达到推崇的地位，但是他得到了应有的赞扬。1598年，作家弗朗西斯·米尔斯将他从一群英国作家选出来，认为他在喜剧和悲剧两方面均是“最佳的”。剑桥大学圣约翰学院希腊神话剧的作者们将他与杰弗里·乔叟和埃德蒙·斯宾塞相提并论。尽管同时代的本·琼森在评论苏格兰诗人威廉·德拉蒙德时提到“莎士比亚缺少艺术”，然而在《第一对开本》中的献诗中，琼森毫不吝啬对莎士比亚的赞美，称他为“时代的灵魂”，并说：
| 原文 | 中译 |
| --- | --- |
| Triumph, my Britain, thou hast one to show To whom all scenes of Europe homage owe. He was not of an age, but for all time! | 非凡的成就啊，我的不列颠， 你有一个值得夸耀的臣民，全欧洲的舞台都应向他表示尊敬。 他不属于一个时代，而是属于所有的时代! |

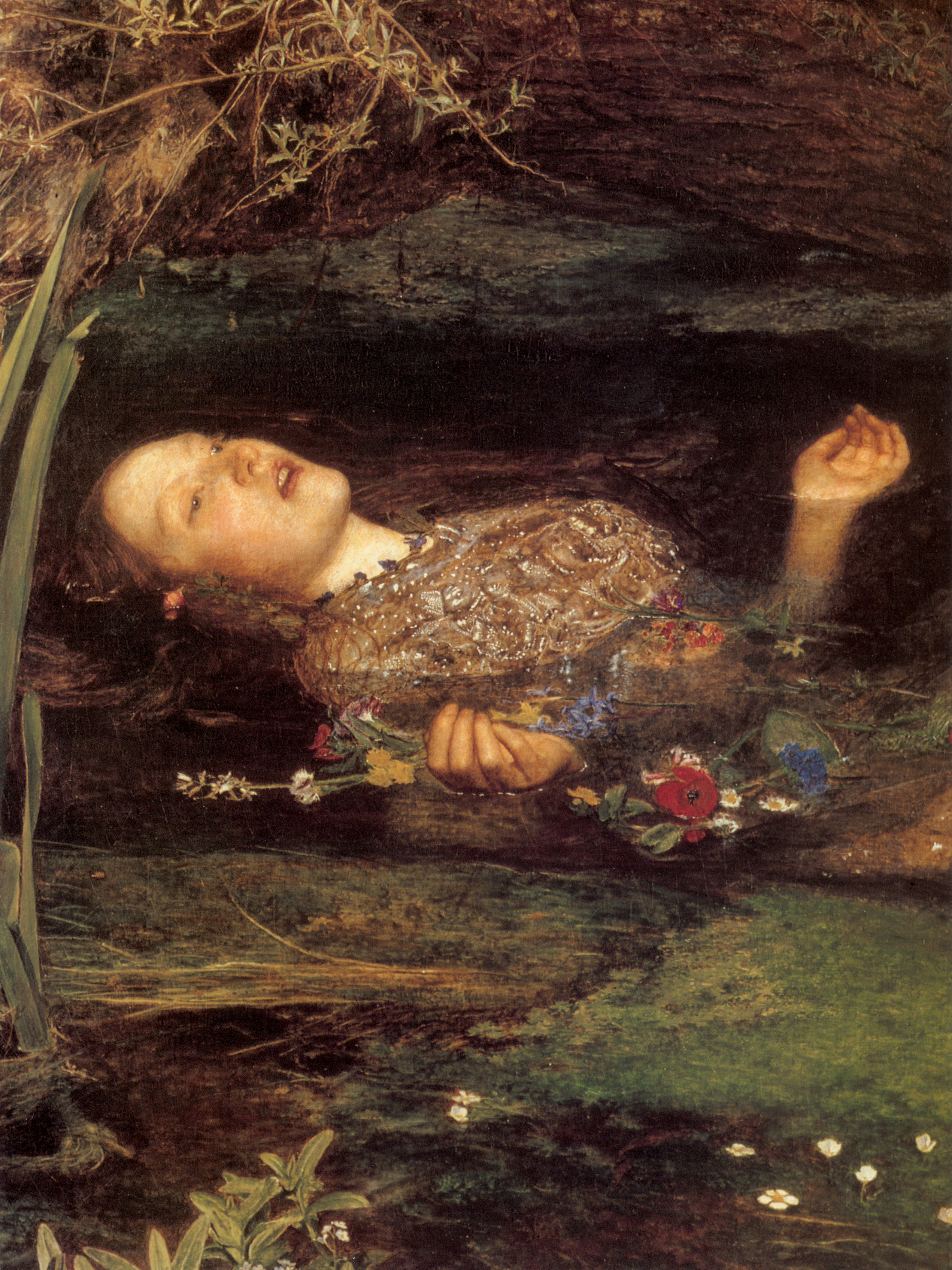
约翰·艾佛雷特·米莱创作的《哈姆雷特》中的欧菲莉亚，大约作于1851–1852年

从1660年英国君主复辟到17世纪末期，古典主义风靡一时。因而，当时的评论家大部分认为莎士比亚的成就比不如约翰·弗莱切和本·琼森。例如托马斯·赖默批评莎士比亚将悲剧和喜剧混合在一起。然而，诗人和评论家德莱顿却对莎士比亚评价很高，在谈论本·琼森的时候说，“我赞赏他，但是我喜欢莎士比亚。”几十年来，赖默的观点占了上风，但是到了18世纪，评论家开始以莎士比亚自己的风格来评论他，赞颂他的天份。一系列莎士比亚著作的学术评注版本，包括1765年塞缪尔·约翰逊版本和1790年埃德蒙·马隆版本，使他的声誉进一步提升。到了1800年，他已经被冠以“民族诗人”。18世纪和19世纪，他的声望也在全球范围传播。拥护他的作家包括伏尔泰、歌德、司汤达和维克多·雨果。
在浪漫主义时期，莎士比亚被诗人及文评家柯尔律治称颂，评论家奥古斯特·威廉·施莱格尔将莎士比亚的作品翻译成德文版，富有德国浪漫主义精神。19世纪，对莎士比亚才华赞赏的评论往往近似于奉承。苏格兰散文家托马斯·卡莱尔1840年在论及英国国王日益式微之后，写道：“这裡我要说，有一个英国的国王，是任何议会不能把他赶下台的，他就是莎士比亚国王！难道他不是在我们所有人之上，以君王般的尊严，像一面最高贵、最文雅、并且最坚定的旗帜一样熠熠发光？他是那么无坚可摧，并且从任何一个角度讲都拥有无人可及的价值。”维多利亚时代大规模地上演了他的戏剧。剧作家和评论家萧伯纳嘲笑莎士比亚崇拜为“bardolatry”——“bardolatry”一词由“bard”（吟游诗人）和“idolatry”（盲目崇拜）合成，莎士比亚通常被称为吟游诗人，该词意味着对莎士比亚的过分崇拜。萧伯纳认为易卜生新兴的自然主义戏剧的出现使莎士比亚风格过时了。
20世纪初期的艺术现代主义运动并没有摈弃莎士比亚，而是将他的作品列入先锋派。德国表现派和莫斯科未来主义者将他的剧本搬上舞台。马克思主义剧作家和导演贝尔托·布莱希特在莎士比亚影响下设计了一座史诗剧场（Epic theater）。诗人托马斯·斯特恩斯·艾略特反对萧伯纳的观点，认为莎士比亚的原始性事实上使他真正的现代。艾略特和G·威尔逊爵士以及新批评主义的一些学者，倡导了一项更深入阅读莎士比亚作品的运动。1950年代，新评论浪潮取代了现代主义，为莎士比亚后现代主义研究铺平道路。到了80年代，莎士比亚研究是结构主义、女权主义、非洲美洲研究和酷儿研究等研究对象。

## 关于莎士比亚的猜测

### 原作

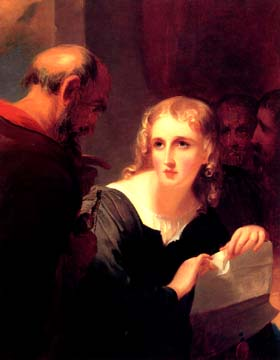
托马斯·萨利描绘的《威尼斯商人》中的夏洛克和鲍西亚，作于1835年

莎士比亚逝世大约230年后，关于莎士比亚作品的原作者的质疑声逐渐开始浮现出来。提出的有可能的作者包括弗兰西斯·培根、克里斯托夫·马洛和爱德华·德·维尔。虽然所有这些候选人被学术圈普遍否认，然而大众对这个主题的兴趣一直延续到21世纪。

### 宗教信仰
莎士比亚信奉新教聖公會的英格蘭教會，但他对宗教的私人观点一直是争论的话题。莎士比亚的遗嘱使用的是新教徒的格式。一些学者认为莎士比亚家庭成员信仰天主教，那时在英国天主教是违法的，莎士比亚的母亲玛丽·阿登无疑来自一个虔诚的天主教家庭。最有力的证据可能是约翰·莎士比亚签署了一份信仰天主教的声明，该声明于1757年在亨利街的旧房子的屋顶椽架上被发现。这份文件现在已经遗失了，然而学者对其真实性意见不一。 1591年，当局报告约翰因“恐惧面对自己的罪恶”而不参加英格蘭教會的宗教活动，这也是当时天主教徒常用的藉口。 1606年，莎士比亚的女儿苏珊娜的名字被列在雅芳河畔斯特拉特福未能参加复活节宗教活动的名单中。学者在莎士比亚的戏剧中同时发现支持和反对天主教教义的证据，但是事实不可能证明两者都正确。

### 性取向
关于莎士比亚性取向的详细资料目前所知甚少。18岁的时候，他娶了26岁已经怀孕的安妮·海瑟薇。1583年5月26日。三个孩子中的老大苏珊娜在婚后6个月出生。然而，几个世纪以来，读者指出莎士比亚的十四行诗是他爱上一个年轻男子的证据。另一些读同一段诗歌的人则认为这是深厚友谊的一种表达而不是性伴侶。同时，十四行诗中作品127到作品152，共计26首称为“Dark Lady”的诗是写给一位已婚女子，被作为异性恋者的证据。

## 作品

### 剧作分类

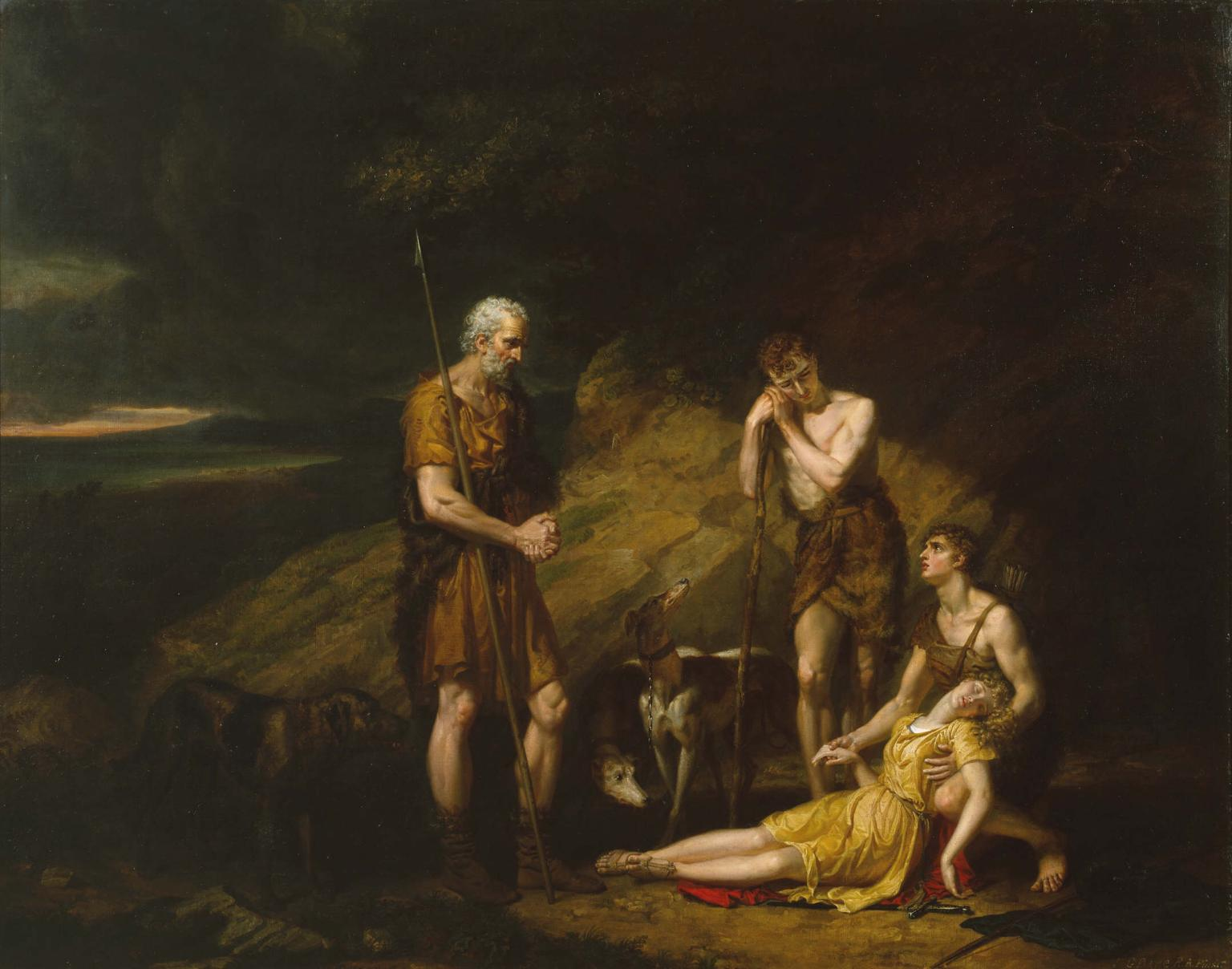
威廉·霍尔曼·亨特描绘的《一报还一报》场景，作于1850年

莎士比亚的作品包括1623年出版的《第一对开本》中的36部戏剧，以喜剧、悲剧和历史剧分类列在下文中。归于莎士比亚名下的作品并不是每一个字都是他写的，其中有一部分显示出合作的痕跡，也是当时普遍的一个现象。有两部作品并没有包含在《第一对开本》中，为《两位贵族亲戚》和《泰尔亲王佩力克尔斯》，现在学者认为莎士比亚是这两部作品的主要贡献者，被列入他作品名单。《第一对开本》中没有收录诗。
19世纪后期，爱德华·道登将后期四部喜剧分类为莎士比亚“传奇剧”，这个术语被经常引用，尽管很多学者认为应该称作“悲喜剧”。这些作品和《两位贵族亲戚》在下表中加以星号（*）注明。1896年，弗雷德里克·博厄斯创造了术语“问题剧”（problem plays）来形容四部作品——《一报还一报》、《特洛伊罗斯与克瑞西达》、《终成眷属》和《哈姆雷特》。“戏剧的主题单一，而气氛很难严格地称作喜剧或悲剧”，他写道“因此我们借用一个当今剧院的方便短语，将它们统称为莎士比亚问题剧。”。该术语引起大量争论，有时应用到其他剧本中，如今依旧在使用，尽管通常把《哈姆雷特》归类为悲剧。其他问题剧在下表中加以井号（#）注明。
莎士比亚与他人合作的剧本在下表中加以匕首号（†）注明。

### 中譯本
1856年英国传道师慕维廉（William Muirhead）在中國翻译托马斯·米尔纳（Thomas Milner）《大英国志》（The History of England），書中的Shakespere被翻译成“舌克斯毕”。1902年梁启超率先使用“莎士比亚”這個譯名。1903年出版的《澥外奇譚》是莎士比亞作品翻譯的開始，這本書翻譯了英國傑出的散文家查爾斯蘭姆和他的姊姊瑪麗蘭姆（Charles and Mary Lamb）改編的《莎士比亞戲劇故事集》的十篇故事，《澥外奇譚》在“叙例”中这样谈：“是書原係詩體。經英儒蘭卜行以散文，定名曰Tales From Shakespere茲選譯其最佳者十章。名以今名。”。
1904年林纾與魏易出版了《吟邊燕語》，书上写“原著者英国莎士比亚、翻译者闽县林纾仁和魏易、发行者商务印书馆”。《吟邊燕語》中的大多數故事翻譯自蘭姆姊弟（Charles and Mary Lamb）的《莎士比亞戲劇故事集》，歷史劇翻譯自奎勒-庫奇（A. T. Quiller-Couch）的《莎士比亞歷史劇故事集》（Historical Tales from Shakespeare）。林纾在《吟边燕语》序中说“夜中余閑，巍君偶舉莎士比筆記一二則，余就燈起草，積二十日書成。”其中《威尼斯商人》被譯成《肉券》，《哈姆雷特》被譯為《鬼詔》。郭沫若说林纾翻译的莎士比亚的戏剧故事集《吟边燕语》“也使我感到无上的兴趣，他无形之间给了我很大的影响。”林纾與陈家麟還合譯四種莎士比亞歷史劇本事：《亨利第四纪》、《雷差得紀》（《查理二世》）、《亨利第六遗事》、《凱撒遺事》等作品。
1921年，田汉翻译了《哈姆莱特》，是第一本莎士比亞全劇以戲劇形式譯成中文的，1924年又翻译了《罗密欧与朱丽叶》。朱生豪從1935年開始，翻譯了三十一個劇本又半篇的未完之作，到1944病逝為止。梁實秋則從1936年到1969年之間，出版了當時所知的全部莎翁作品。方平亦主编有诗体译本《新莎士比亚全集》。
主要的中文译本是散文译法，诗体译本也是散文诗译法，或者是韵体诗，这些都不符合莎士比亚原著的无韵格律诗体。孫大雨早於1935年已運用音組結構來翻譯《黎琊王》（即《李爾王》），但因抗日戰爭之故，至1948年才由上海商務印書館正式出版，是首部以音組結構譯成的無韻格律詩體莎劇譯作，出色體現了莎劇原著的輕重格五音步無韻詩體；不過，他以同樣譯法只完成了八部莎劇譯作。

### 著作
| 分类                      | 中文译名                 | 英文原名 | 备注                                        |
| 喜剧                      | 《终成眷屬》             |          | 又译：皆大歡喜#                             |
| 喜剧                      | 《皆大歡喜》             |          | 又译：如愿#                                 |
| 喜剧                      | 《錯中錯》               |          | 又译：错中错喜剧、错误的喜剧                |
| 喜剧                      | 《爱的徒劳》             |          |                                             |
| 喜剧                      | 《一報還一報》           |          | 又译：惡有惡報、请君入甕、量罪记、将心比心# |
| 喜剧                      | 《威尼斯商人》           |          |                                             |
| 喜剧                      | 《溫莎的風流婦人》       |          | 又译：温莎的风流娘儿们                      |
| 喜剧                      | 《仲夏夜之夢》           |          |                                             |
| 喜剧                      | 《無事生非》             |          | 又译：捕风捉影、無事自擾                    |
| 喜剧                      | 《泰爾親王佩利克爾斯》   |          | 又译：沉珠記*†                              |
| 喜剧                      | 《馴悍記》               |          |                                             |
| 喜剧                      | 《暴風雨》               |          | *                                           |
| 喜剧                      | 《第十二夜》             |          | 又译：隨你喜歡                              |
| 喜剧                      | 《维洛那二绅士》         |          |                                             |
| 喜剧                      | 《两位贵族亲戚》         |          | 又译：两贵亲*†                              |
| 喜剧                      | 《冬天的故事》           |          |                                             |
| 历史剧                    | 《约翰王》               |          |                                             |
| 历史剧                    | 《理查二世》             |          |                                             |
| 历史剧                    | 《亨利四世 (第一部)》    |          |                                             |
| 历史剧                    | 《亨利四世 (第二部)》    |          |                                             |
| 历史剧                    | 《亨利五世》             |          |                                             |
| 历史剧                    | 《亨利六世 (第一部)》    |          | †                                           |
| 历史剧                    | 《亨利六世 (第二部)》    |          |                                             |
| 历史剧                    | 《亨利六世 (第三部)》    |          |                                             |
| 历史剧                    | 《理查三世》             |          |                                             |
| 历史剧                    | 《亨利八世》             |          | †                                           |
| 悲剧                      | 《科利奥兰纳斯》         |          |                                             |
| 悲剧                      | 《泰特斯·安特洛尼克斯》  |          | 又譯:血海殲仇記 †                           |
| 悲剧                      | 《雅典的泰门》           |          | 又译：黃金夢†                               |
| 悲剧                      | 《凱撒大帝》             |          |                                             |
| 悲剧                      | 《馬克白》               |          | †                                           |
| 悲剧                      | 《哈姆雷特》             |          | 又译：王子復仇記                            |
| 悲剧                      | 《特洛伊罗斯与克瑞西达》 |          |                                             |
| 悲剧                      | 《李爾王》               |          |                                             |
| 悲剧                      | 《奧賽羅》               |          |                                             |
| 悲剧                      | 《安東尼與克麗奧佩托拉》 |          | 又译：埃及豔后                              |
| 悲剧                      | 《辛白林》               |          | 又译：還壁記*                               |
| 悲剧                      | 《羅密歐與茱麗葉》       |          |                                             |
| 诗                        | 《十四行诗》             |          |                                             |
| 诗                        | 《维纳斯和阿多尼斯》     |          |                                             |
| 诗                        | 《鲁克丽丝失贞记》       |          | 又译：露克丽丝遭强暴记                      |
| 诗                        | 《热情的朝圣者》         |          | 又译：激情飘泊者                            |
| 诗                        | 《凤凰和斑鸠》           |          |                                             |
| 诗                        | 《爱人的怨诉》           |          | 又译：情女怨                                |
| 失传 作品                 | 《爱得其所》             |          |                                             |
| 失传 作品                 | 《卡登尼欧》             |          | †                                           |
| 其他疑 为莎士 比亚的 作品 | 《法弗舍姆的阿尔丁》     |          |                                             |
| 其他疑 为莎士 比亚的 作品 | 《梅林的誕生》           |          |                                             |
| 其他疑 为莎士 比亚的 作品 | 《洛克林》               |          |                                             |
| 其他疑 为莎士 比亚的 作品 | 《伦敦浪子》             |          |                                             |
| 其他疑 为莎士 比亚的 作品 | 《清教徒》               |          |                                             |
| 其他疑 为莎士 比亚的 作品 | 《第二少女的悲劇》       |          |                                             |
| 其他疑 为莎士 比亚的 作品 | 《约翰·奥德卡瑟爵士》    |          |                                             |
| 其他疑 为莎士 比亚的 作品 | 《克伦威尔勋爵托马斯》   |          |                                             |
| 其他疑 为莎士 比亚的 作品 | 《约克夏的悲剧》         |          |                                             |
| 其他疑 为莎士 比亚的 作品 | 《爱德华三世》           |          |                                             |
| 其他疑 为莎士 比亚的 作品 | 《托马斯·莫尔爵士》      |          |                                             |

### 引用
1. ↑  鲁迅在《s:摩羅詩力說》（1908年2月）中稱莎翁
2. ↑  Greenblatt，第11页。Bevington，第1–3页。Wells，《Shakespeare》，第199页。
3. ↑  Craig，第3页。
4. ↑  Shapiro，第xvii–xviii页。Schoenbaum，《Lives》，第41、66、397–398、402、409页。Taylor，第145、210–223、261–265页。
5. ↑  Schoenbaum，第14–22页。
6. ↑  Schoenbaum，《Compact》，第14–22页。
7. ↑  Schoenbaum，《Compact》，第24、296页。Honan，第15–16页。
8. ↑  Schoenbaum，《Compact》，第23–24页。
9. ↑  Schoenbaum，《Compact》，第62–63页。Ackroyd，第53页。Wells，《Oxford Shakespeare》，第xv–xvi页。
10. ↑  Baldwin，第464页。
11. ↑  Baldwin，第164–84页。Cressy，第28、29页。
12. ↑  Baldwin，第164–66页。Cressy，第80–82页。Ackroyd，第545页。Wells，《Oxford Shakespeare》，第xvi页。
13. ↑  Schoenbaum，《Compact》，第77–78页。
14. ↑  Wood，第84页。Schoenbaum，《Compact》，第78–79页。
15. ↑  Schoenbaum，第93页。
16. ↑  Schoenbaum，《Compact》，第94页。
17. ↑  Schoenbaum，《Compact》，第95页。
18. ↑  Schoenbaum，《Compact》，第97–108页。
Rowe, Nicholas（1709年），《Some Account of the Life &c. of Mr. William Shakespear》，在线版本：.   [2008-09-24]. （原始内容存档于2008-07-23）.
19. ↑  Schoenbaum，《Compact》，第144–145页。
20. ↑  Schoenbaum，《Compact》，第110–111页。
21. ↑  Honigmann，第一页。Wells，《Oxford Shakespeare》，第xvii页。
22. ↑  Schoenbaum，《Compact》，第95–117页。Wood，第97–109页。
23. ↑  Chambers，第287、292页。
24. ↑  Greenblatt，第213页。原文：“..there is an upstart Crow, beautified with our feathers, that with his Tiger's heart wrapped in a Player's hide, supposes he is as well able to bombast out a blank verse as the best of you: and being an absolute Johannes factotum, is in his own conceit the only Shake-scene in a country.”
25. ↑  Greenblatt，第213页。Schoenbaum，第153页。
26. ↑  Ackroyd，第176页。
27. ↑  Schoenbaum，《Compact》，第151–152页。
28. ↑  Wells，《Shakespeare & Co.》第28页。Schoenbaum，第144–146页。Chambers，《William Shakespeare》，第59页。
29. ↑  Schoenbaum，《Compact》，第184页。
30. ↑  Chambers，《The Elizabethan Stage》，第208–209页。
31. ↑  Chambers，《William Shakespeare》，第67–71页。
32. ↑  Bentley，第36页。
33. ↑  Schoenbaum，《Compact》，第188页。Kastan，第37页。Knutson，第17页。
34. ↑  Adams，第275页。
35. ↑  Wells，《Shakespeare & Co.》，第28页。
36. ↑  Schoenbaum，《Compact》，第200页。
37. ↑  Schoenbaum，《Compact》，第200–201页。
38. ↑  Rowe, N.,《Account》。
39. ↑  Ackroyd，第357页。Wells，《Oxford Shakespeare》，第xxii页。
40. ↑  Schoenbaum，《Compact》，第202–203页。
41. ↑  Honan，第121页。
42. ↑  Shapiro，第122页。
43. ↑  Honan，第325页。Greenblatt，第405页。
44. ↑  Schoenbaum，《Compact》，第279页。
45. ↑  Honan，第375–78页。
46. ↑  Schoenbaum，《Compact》，第276页。
47. 1 2  Ackroyd，第476页。
48. ↑  Honan，第382–383页。
49. ↑  Honan，第326页。Ackroyd，第462–464页。
50. ↑  Schoenbaum，《Compact》，第272–274页。
51. ↑  Honan，第387页。
52. ↑  Schoenbaum，《Compact》，第25、296页。
53. ↑  Schoenbaum，《Compact》，第287页。
54. ↑  Schoenbaum，《Compact》，第292、294页。
55. ↑  Schoenbaum，《Compact》，第304页。
56. ↑  Honan，第395–396页。
57. ↑  Chambers，《William Shakespeare》，第8、11、104页。Schoenbaum，《Compact》，第296页。
58. ↑  Chambers，《William Shakespeare》，第7、9、13页。Schoenbaum，《Compact》，第289、318–319页。
59. ↑  Ackroyd，第483页。Frye，第16页。Greenblatt，第145–146页。
60. ↑  Schoenbaum，《Compact》，第301–303页。
61. ↑  Schoenbaum，《Compact》，第306–307。Wells，《Oxford Shakespeare》，第xviii页。
62. ↑  Schoenbaum，《Compact》，第308–310页。
63. ↑  Dowden，第48–49页。
64. ↑  Frye，第9页。Honan，第166页。
65. ↑  Schoenbaum，《Compact》，第159–161页。Frye，第9页。
66. ↑  Dutton、Jean，第147页。
67. ↑  Ribner，第154–155页。
68. ↑  Frye，第105页。Ribner，第67页。Cheney，第100页。
69. ↑  Honan，第136页。Schoenbaum，《Compact》，第166页。
70. ↑  Frye，第91页。Honan，第116–117页。Werner，第96–100页。
71. ↑  Friedman, Michael D（2006年），“I'm not a feminist director but...': Recent Feminist Productions of The Taming of the Shrew”，收录于《Acts of Criticism: Performance Matters in Shakespeare and his Contemporaries: Essays in Honor of James P. Lusardi》，编者：Paul Nelsen和June Schlueter，出版社：纽泽西Fairleigh Dickinson University Press，ISBN 0-8386-4059-1，第159页。
72. ↑  Ackroyd，第235页。
73. ↑  Wood，第161–162页。
74. ↑  Wood，第205–206页。Honan，第258页。
75. ↑  Ackroyd，第359页。
76. ↑  Ackroyd，第362–383页。
77. ↑  Shapiro，第150页。Gibbons，第1页。Ackroyd，第356页。
78. ↑  Wood，第161页。Honan，第206页。
79. ↑  Ackroyd，第353、358页。Shapiro，第151–153页。
80. ↑  Shapiro，第151页。
81. ↑  Bradley，第85页。Muir，第12–16页。
82. ↑  Bradley，第94页。
83. ↑  Bradley，第86页。
84. ↑  Bradley，第40、48页。
85. ↑  Bradley，第42、169和195。Greenblatt，第304页。
86. ↑  Bradley，第226页。Ackroyd，第423页。Kermode，第141–142页。
87. ↑  McDonald，第43–46页。
88. ↑  Bradley，第306页。
89. ↑  Ackroyd，第444页。McDonald，第69–70页。Eliot，第59页。
90. ↑  Dowden，第57页。
91. ↑  Dowden，第60页。Frye，第123页。McDonald，第15页。
92. ↑  Wells，《Oxford》，第1247、1279页。
93. ↑  Wells，《Oxford Shakespeare》，第xx页。
94. ↑  Wells，《Oxford Shakespeare》，第xxi页。
95. ↑  Shapiro，第16页。
96. ↑  Foakes, R. A（1990年），《Playhouses and Players》，收录于《The Cambridge Companion to English Renaissance Drama》，编辑：A. Braunmuller和Michael Hattaway，出版社：剑桥大学出版社，ISBN 0-521-38662-4，第6页。Shapiro，第125–131页。
97. ↑  Foakes，第6页。Nagler，第7页。Shapiro，第131–132页。
98. ↑  Wells，《Oxford Shakespeare》，第xxii页。
99. ↑  Foakes，第33页。
100. ↑  Ackroyd，第454页。Holland，第xli页。剧本原文“
101. ↑  Ringler, William Jr.（1997年）《Shakespeare and His Actors: Some Remarks on King Lear》，收录于《Lear from Study to Stage: Essays in Criticism》，编者：James Ogden和Arthur Hawley Scouten，出版社：New Jersey: Fairleigh Dickinson University Press，ISBN 0-8386-3690-X，第127页。
102. ↑  Schoenbaum，《Compact》，第210页。Chambers，《William Shakespeare》，第341页。
103. ↑  Shapiro，第247–249页。
104. 1 2  Wells,《Oxford Shakespeare》，第1247页。
105. ↑  Wells，《Oxford Shakespeare》，第xxxvii页。
106. ↑  Wells，《Oxford Shakespeare》，第xxxiv页。
107. ↑  Pollard，第xi页。
108. ↑  Wells，《Oxford Shakespeare》，第xxxiv页。Pollard，第xi页。Maguire，第28页。
109. ↑  Bowers，第8–10页。Wells，《Oxford Shakespeare》，第xxxiv–xxxv页。
110. ↑  Wells，《Oxford Shakespeare》，第909、1153页。
111. ↑  Rowe J.，《The Poems》，引言第21页。
112. ↑  Frye，第288页。
113. ↑  Rowe J.，《The Poems》，第3、21页。
114. ↑  Rowe J.，《The Poems》，第1页。Honan，第289页。Jackson, MacD P (2004)，《A Lover's Complaint Revisited》，收录于《Shakespeare Studies》，编者：Susan Zimmermann，出版社：Cranbury, NJ.: Associated University Press，ISBN 0-8386-4120-2，第267–294页。
115. ↑  Rowe J.，《The Poems》，第1页。Honan，第289页。Schoenbaum，《Compact》，第327页。
116. ↑  Wood，第178页。Schoenbaum，《Compact》，第180页。
117. ↑  Honan，第180页。
118. ↑  Schoenbaum，《Compact》，第268页。
119. ↑  Honan，第180页。Schoenbaum，《Compact》，第180页。
120. ↑  Schoenbaum，《Compact》，第268–269页。
121. ↑  Wood，第177页。
122. ↑  Clemen，《Shakespeare's Dramatic Art》，第150页。
123. ↑  Frye，第105、177页。Clemen，《Shakespeare's Imagery》，第29页。
124. ↑  Brooke, Nicholas《Language and Speaker in Macbeth》，第69页；Bradbrook, M.C.，《Shakespeare's Recollection of Marlowe》，第195页；均收录于《Shakespeare's Styles: Essays in Honour of Kenneth Muir》，编者：Edwards, Philip、Inga-Stina Ewbank和G.K. Hunter，（2004年版本），出版社：剑桥大学出版社，ISBN 0-521-61694-8。
125. ↑  Clemen，《Shakespeare's Imagery》，第63页。
126. ↑  Frye，第185页。
127. ↑  Wright, George T（2004年），《The Play of Phrase and Line》，收录于《Shakespeare: An Anthology of Criticism and Theory, 1945–2000》，编者：Russ McDonald，出版社：牛津Blackwell，ISBN 0-631-23488-8，第868页。
128. ↑  Bradley，第91页。
129. 1 2  McDonald，第42–46页。
130. ↑  McDonald，第36、39和75页。
131. ↑  Gibbons，第4页。
132. ↑  Gibbons，第1–4页。
133. ↑  Gibbons，第1–7、15页。
134. ↑  McDonald，第13页。Meagher，第358页。
135. ↑  Chambers，《Shakespearean Gleanings》，第35页。
136. ↑  Levenson，第49–50页。
137. ↑  Clemen，《Shakespeare's Soliloquies》，第179页。
138. ↑  Dotterer，第108页。
139. ↑  Millgate和Michael，第38页。
140. ↑  Kolin，第124页。
141. ↑  Gager，第163、186和251页。
142. ↑  Bryant, John（1998年），《Moby Dick as Revolution》，收录于《The Cambridge Companion to Herman Melville》，编者：Robert Steven Levine，出版社：剑桥大学出版社，ISBN 0-521-55571-X，第82页。
143. ↑  Gross, John（2003年），《Shakespeare's Influence》，收录于《Shakespeare: An Oxford Guide》，编者：Wells, Stanley和Orlin, Lena Cowen，出版社：牛津大学出版涩会，ISBN 0-19-924522-3，第641–642页。
144. ↑  Porter和Mikuláš，第48页。Lambourne，第193–198页。
145. ↑  Paraisz, Júlia（2006年），《The Nature of a Romantic Edition》，收录于《Shakespeare Survey 59》，编者：Peter Holland，出版社：剑桥大学出版社，ISBN 0-521-86838-6，第130页。
146. ↑  Nicholas Royle（2000年），《To Be Announced》，收录于《The Limits of Death: Between Philosophy and Psychoanalysis》，编者：Joanne Morra、Mark Robson和Marquard Smith，出版社：曼切斯特大学出版社，ISBN 0-7190-5751-5。
147. ↑  Crystal，第55–65、74页。
148. ↑  Wain，第194页。
149. ↑  Lynch，第12页。Crystal，第63页。
150. ↑  Dominik，第9页。Grady，第267页。
151. ↑  Grady，《Shakespeare Criticism》，第265页。Greer，第9页。
152. ↑  Grady，《Shakespeare Criticism》，第266页。
153. ↑  《The Cambridge History of English and American Literature in 18 Volumes（1907–21）》-Ben Jonson （页面存档备份，存于），于2008年3月19日查阅。另见维基语录原文为“Shakespeare wanted Art”
154. ↑  Jonson，第287-289页。Grady，《Shakespeare Criticism》，第266–267。
155. ↑  Grady，《Shakespeare Criticism》，第269页。
156. ↑  Dryden, John（1668年），《An Essay of Dramatic Poesy》，被Grady在《Shakespeare Criticism》中第269页引用；在Levin, Harry（1986年），《Critical Approaches to Shakespeare from 1660 to 1904》一文中引用，该文收录于《The Cambridge Companion to Shakespeare Studies》，编者：Wells, Stanley，出版社：剑桥大学出版社，ISBN 0-521-31841-6，第215页。
157. ↑  Grady，《Shakespeare Criticism》，第270–271页。Levin，第217页。
158. ↑  Dominik, Mark（1988年），《Shakespeare–Middleton Collaborations》，出版社：Beaverton, Or.: Alioth Press，ISBN 0-945088-01-9。Grady的《Shakespeare Criticism》第270页引用该书内容。
159. ↑  Grady引用了伏尔泰的《Philosophical Letters》（1733年）、歌德的《Wilhelm Meister's Apprenticeship》（1795年）、司汤达的《Racine et Shakespeare》（1823–5年）、维克多·雨果《Cromwell》（1827年）和《William Shakespeare》（1864年）的序言。Grady，《Shakespeare Criticism》，第272–274页。
160. ↑  Levin，第223页。
161. ↑  Sawyer，第113页。
162. ↑  托马斯·卡莱尔（1840年），《关于英雄、英雄崇拜、和历史中的英雄》，埃玛·史密斯（2004年）《莎士比亚的悲剧》引用，出版社：牛津：Blackwell，ISBN 0-631-22010-0，第37页。
163. ↑  Schoch, Richard（2002年），《Pictorial Shakespeare》，收录于《The Cambridge Companion to Shakespeare on Stage》，编者：Wells, Stanley,和Sarah Stanton，出版社：剑桥大学出版社，ISBN 0-521-79711-X，第58–59页。
164. ↑  Grady，《Shakespeare Criticism》，第276页。
165. ↑  Grady, Hugh（2001年），《Modernity, Modernism and Postmodernism in the Twentieth Century's Shakespeare》，收录于《Shakespeare and Modern Theatre: The Performance of Modernity》，编者：Bristol, Michael,和Kathleen McLuskie，出版社：纽约New York: Routledge，ISBN 0-415-21984-1，第22-26页。
166. ↑  Grady，《Modernity, Modernism and Postmodernism》，第24页。
167. ↑  Grady，《Modernity, Modernism and Postmodernism》，第29页。
168. ↑  McMichael和Edgar。
169. ↑  Gibson，第48、72和124页。
170. ↑  Kathman, David（2003年），《The Question of Authorship》，收录于《Shakespeare: An Oxford Guide》，编者：Wells, Stanley，出版社：牛津大学出版社，ISBN 0-19-924522-3，第620、625–626。Love，第194–209页。Schoenbaum，《Lives》，第430–440页。Holderness，第137、173页。
171. ↑  Pritchard，第3页。
172. ↑  Wood，第75–78页。Ackroyd，第22–23页。
173. 1 2  Wood，第78页。Ackroyd，第416页。Schoenbaum，《Compact》，第41–42、286页。
174. ↑  Wilson，第34页。Shapiro，第167页。
175. ↑  Casey, Charles（1998年秋天），《Was Shakespeare gay? Sonnet 20 and the politics of pedagogy》 （页面存档备份，存于），2008年3月18日查阅。

Pequigney, Joseph（1985年），《Such Is My Love: A Study of Shakespeare's Sonnets》，出版社：芝加哥大学出版社，ISBN 0-226-65563-6。

莎士比亚（1996年），《十四行诗》，编者：G.Blakemore Evans（ed.），出版社：剑桥大学出版社，ISBN 0-521-22225-7，第132页。
176. ↑  Fort, J. A.《The Story Contained in the Second Series of Shakespeare's Sonnets.》刊登于1927年10月《The Review of English Studies》3.12，第406–414页。
177. ↑  Boyce，第91、193和513页。
178. ↑  Thomson, Peter（2003年），《Conventions of Playwriting》，收录于《Shakespeare: an Oxford Guide》，编者：Stanley Wells和Lena Cowen Orlin，出版社：牛津大学出版社，ISBN 0-19-924522-3，第49页。
179. ↑  Kathman，第629页。Boyce，第91页。
180. ↑  Edwards, Phillip（1958年），《Shakespeare's Romances, 1900–1957.》，刊登于《Shakespeare Survey》11，第1–10页。
Snyder和Susan，引言。
181. ↑  Schanzer，第1–10页。
182. ↑  Boas, F.S（1896年），《Shakspere and his Predecessors》，第345页。Schanzer，第1页引用。
183. ↑  Schanzer，第1页。Bloom，第325–380页。Berry，第37页。
184. ↑  葛桂录稱莎士比亚的名字出现在更早的清宣宗道光二十年（1840）林则徐主持编译的《四洲志》（Encyclopædia of Geography）中。1834年初版《四洲志》第三十节被譯為：“渥斯贺建大书馆一所，内贮古书十二万五千卷。在感弥利赤建书馆一所，有沙士比阿、弥尔顿、士达萨特、弥顿四人工诗文，富著述。”至於其他的譯名還有“舍克斯毕尔”（《郭嵩焘日记》，1877年），“骚客沙斯皮尔”（谢卫楼：《万国通鉴》1882年），“筛斯比耳”（《西学略述》,1885年），严复譯為“狭斯丕尔”（《天演论·进微》,1894年），筛基斯比尔（艾约瑟：《西方启蒙十六种》1896年），“显根思皮尔”（《李鸿章历聘欧洲记》,1896年），“莎基斯庇尔”（《泰西历代名人传》,1903年），“索士比尔”（《东西洋尚友录》,1903年），“索士比亚”（《澥外奇譚》,1903年），“沙斯斯比尔”（李提摩太：《广学类编》,1903年），“莎士比”（林纾译《吟边燕语》,1904年），“昔士比亚”（康有为：《康南海先生诗集》,1909年），“萧思璧”（《胡适日记》，1911年2月）等。1903年8月10日马君武撰写的《新学术与群治之关系》一文写道：“而当时之最大戏曲家，即索士鄙亚Shakspeare也，即今之观之，若索士鄙亚为全时期之唯一代表者然。”1910年6月8日苏曼殊诗人高天梅的信中提到“沙士比”。孟宪强《中国对莎士比亚作品的接受》載Shakespeare的译名多达25個，有的一人創造多種譯名，如胡適自創“萧思璧”、“萧士璧”（見《胡适日记》，1911年2月, 1911年8月）和“萧士比亚”（《文学进化观念与戏剧改良》、《建设的文学革命论》）譯名。
185. ↑  梁启超的译名发表在他在日本主编的《新民丛报》光绪二十八年（1902）五月号上的《饮冰室诗话》中：“近世诗家，如莎士比亚、弥儿敦、田尼逊等，其诗动亦数万言。”
186. ↑  《澥外奇譚》在“叙例”中介绍：“是书为英国索士比亚（Shakespeare，千五百六十四年生，千六百一十六年卒）所著。氏乃绝世名优，长于诗词。其所编戏本小说，风靡一时，推为英国空前大家。译者遍法、德、俄、意，几乎无人不读。而吾国近今学界，言诗词小说者，亦辄啧啧称索氏。然其书向未得读，仆窃恨之，因亟译述是编，冀为小说界，增一色彩。”
187. ↑  郭沫若：《我的童年》
188. ↑  Bloom，第30页。Jackson，第83页。
189. ↑  Potter，引言第1-6页。
190. ↑  Edward，引言第73-84页。Hattaway，引言第43页。
191. ↑  Gordon，引言第198页。
192. ↑  Vickers，第8页。Dillon，第25页。
193. ↑  Vickers，第8页。Dominik，第16页。Farley-Hills，第171–172页。
194. ↑  Brooke，第57页。
195. ↑  Wells，《Oxford Shakespeare》，第805页。
196. ↑  Bradford, Gamaliel Jr.《The History of Cardenio by Mr. Fletcher and Shakespeare.》，刊登于1910年2月《Modern Language Notes》25.2，第51–56页。
Freehafer, John.《'Cardenio', by Shakespeare and Fletcher.》，刊登于1969年5月《PMLA》84.3，第501–513页。

## 參閲
- 莎士比亞季刊（英语：Shakespeare Quarterly）
- 福爾格莎士比亞圖書館（英语：Folger Shakespeare Library）
- 世界圖書與版權日